# Ivar Jacobson
Ivar Hjalmar Jacobson, född den 2 september 1939 i Ystad, är en elektroingenjör.
Jacobson tog civilingenjörsexamen 1962 från Chalmers i Göteborg inom elektroteknik. 1985 tog han doktorsexamen vid KTH med en avhandling om programspråk.
Jacobson arbetade på Ericsson bl.a. med utvecklingen av AXE-växeln. I april 1987 hoppade Jacobson av och startade Objectory AB som i oktober 1995 köptes upp av Rational Software som sedermera köptes upp av IBM (2003). Jacobson har varit med om att ta fram Unified Modeling Language (UML) och Rational Unified Process (RUP).
Ivar Jacobson grundade i april 2000 företaget Jaczone, som var omtalat i början av 2000-talet med produkten WayPointer, tillsammans med dottern Agneta (civilingenjör, Linköpings universitet) som var VD, fram tills Ivar Jacobson International i maj 2007 köpte upp företaget. Hon är numera säljchef (Vice President, Sales and Marketing) i faderns företag.